# ゲルカン・マルク・アンド・パートナー
ゲルカン・マルク・アンド・パートナー（Gerkan, Marg und Partner）は、ドイツ・ハンブルクに拠点を置く建築設計事務所。本社はハンブルクであるが、上海や北京にも拠点を構える。略称は「gmp」。

## 概要
1965年に2人のドイツ人建築家であるマインハルト・フォン・ゲルカンとフォルクヴィン・マルクによって設立された。設立後初めて参加したベルリン・テーゲル空港の国際コンペにて匿名ながら1位を獲得したことで世界的な設計事務所の仲間入りを果たした。
ハンブルクとベルリンの主な事務所に加えて、アーヘンや北京、上海、深圳、ハノイといったアジアの都市にも拠点を構えており、特に中国ではこれまでに50棟以上の高層マンションを設計してきた。
ベルリン・テーゲル空港に代表されるように大規模な施設の設計を手掛けることが多く、特にスタジアム設計においては世界を代表する事務所でもある。

## 主な作品
| 作品                                      | 所在地                       | 年     |
| ----------------------------------------- | ---------------------------- | ------ |
| ベルリン・テーゲル空港                    | ベルリン                     | 1974年 |
| シュトゥットガルト空港 (第1ターミナル)    | シュトゥットガルト           | 1991年 |
| ハンブルク空港 (第1ターミナル)            | ハンブルク                   | 1993年 |
| ライプツィヒ・メッセ (共同設計)           | ライプツィヒ                 | 1996年 |
| テンポドローム                            | ベルリン                     | 2001年 |
| ベルリン・オリンピアシュタディオン (改修) | ベルリン                     | 2004年 |
| ラインエネルギーシュタディオン            | ケルン                       | 2004年 |
| ドイチュ・バンク・パルク (改修)           | フランクフルト・アム・マイン | 2005年 |
| ベルリン中央駅                            | ベルリン                     | 2006年 |
| モーゼス・マヒダ・スタジアム              | ダーバン                     | 2009年 |
| ケープタウン・スタジアム                  | ケープタウン                 | 2009年 |
| 中国国家博物館 (改築)                     | 北京                         | 2011年 |
| 上海東方体育中心                          | 上海                         | 2011年 |
| 深圳世界大学生運動会体育中心              | 深圳                         | 2011年 |
| スタディオヌル・ナツィオナル              | ブカレスト                   | 2011年 |
| ブニョドコル・スタジアム                  | タシュケント                 | 2012年 |
| ワルシャワ国立競技場                      | ワルシャワ                   | 2012年 |
| バクー・クリスタル・ホール                | バクー                       | 2012年 |
| アレーナ・アマゾニア                      | マナウス                     | 2014年 |
| ベトナム国会議事堂                        | ハノイ                       | 2014年 |
| 東莞籃球中心                              | 東莞市                       | 2014年 |
| スタディオン・クラスノダール (共同設計)   | クラスノダール               | 2016年 |
| 蘇州オリンピック・スポーツセンター        | 蘇州市                       | 2018年 |
| ベルリン・ブランデンブルク国際空港        | ベルリン                     | 2020年 |
| スタッド・ドゥ・ルクセンブルク            | ルクセンブルク市             | 2020年 |

## ギャラリー

### 空港

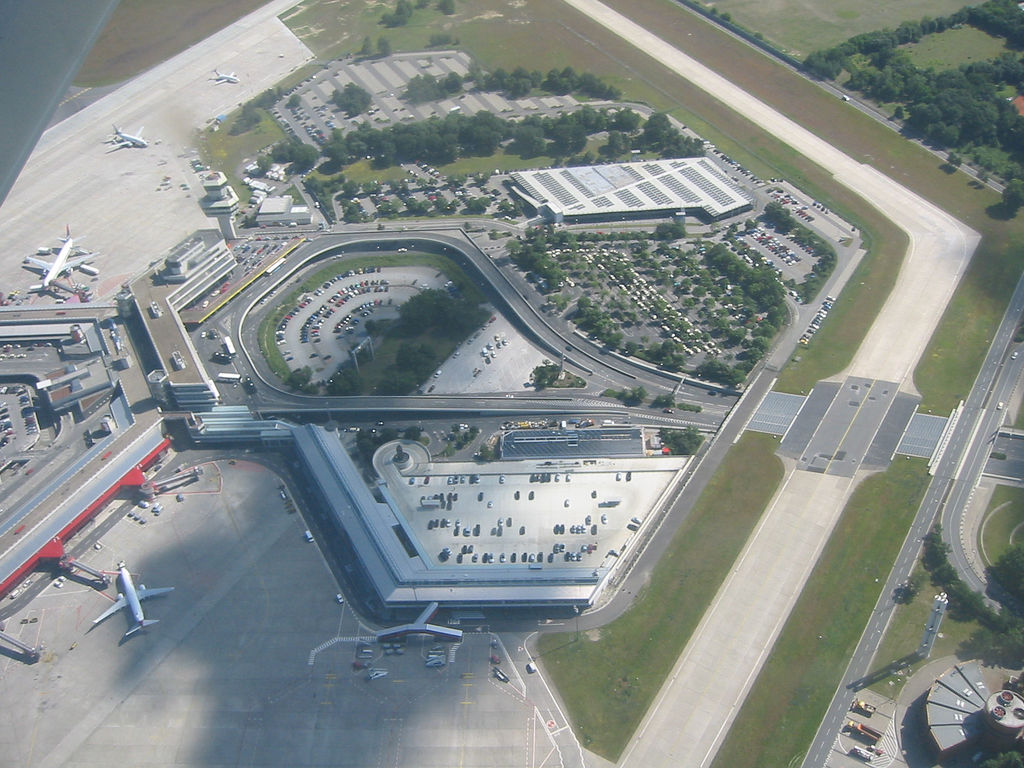
ベルリン・テーゲル空港
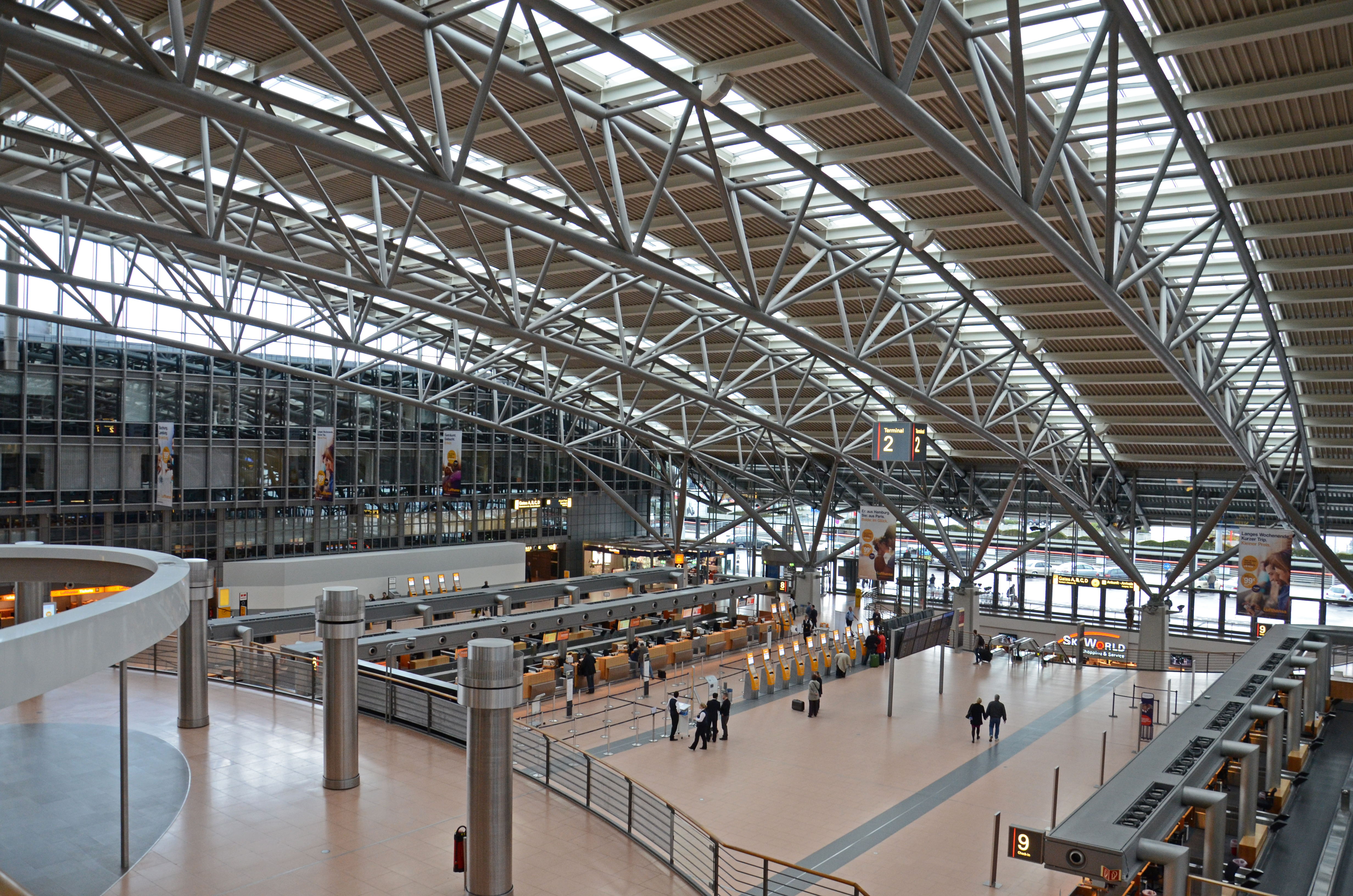
ハンブルク空港 (第2ターミナル)
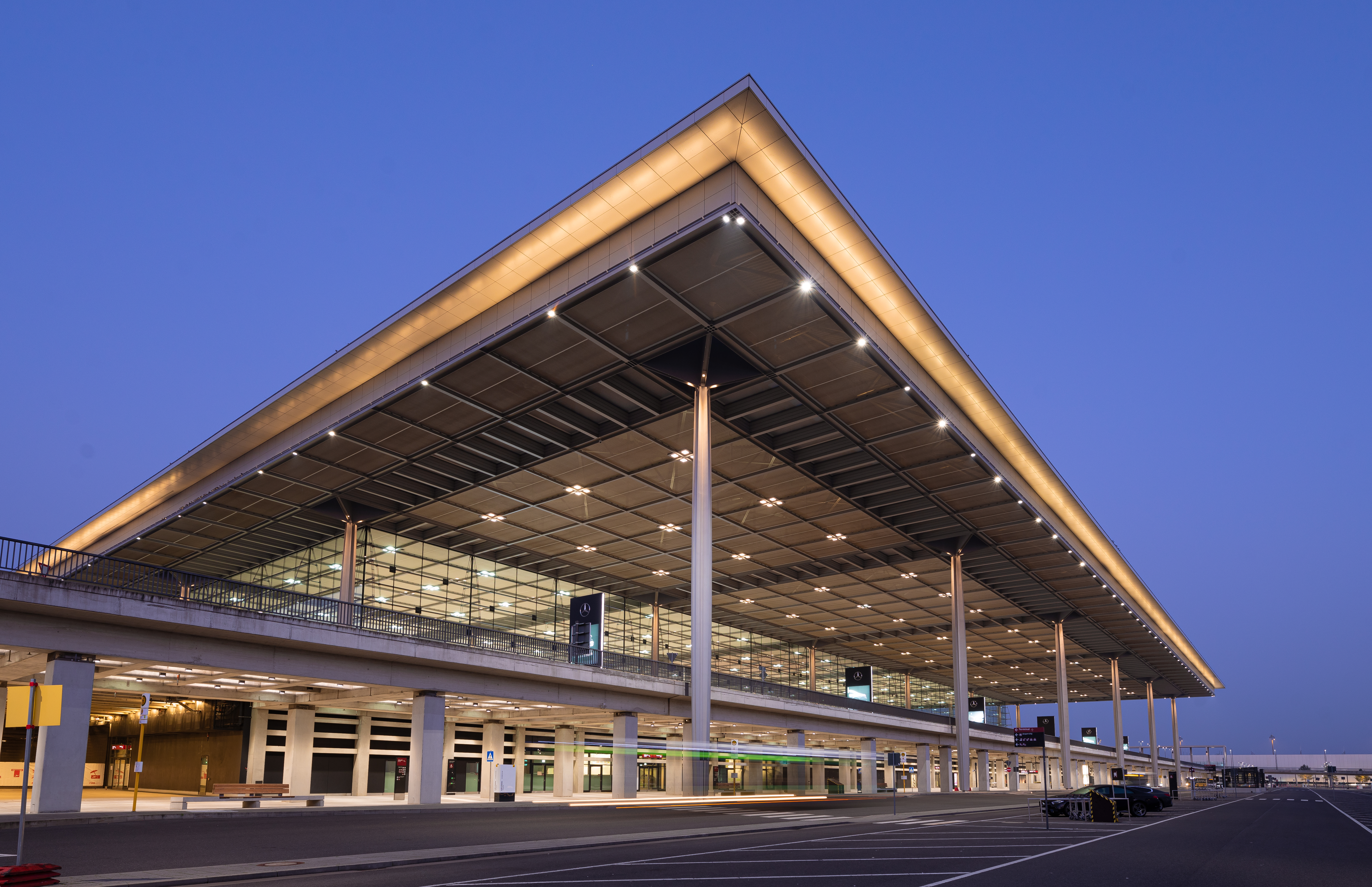
ベルリン・ブランデンブルク国際空港

### スタジアム

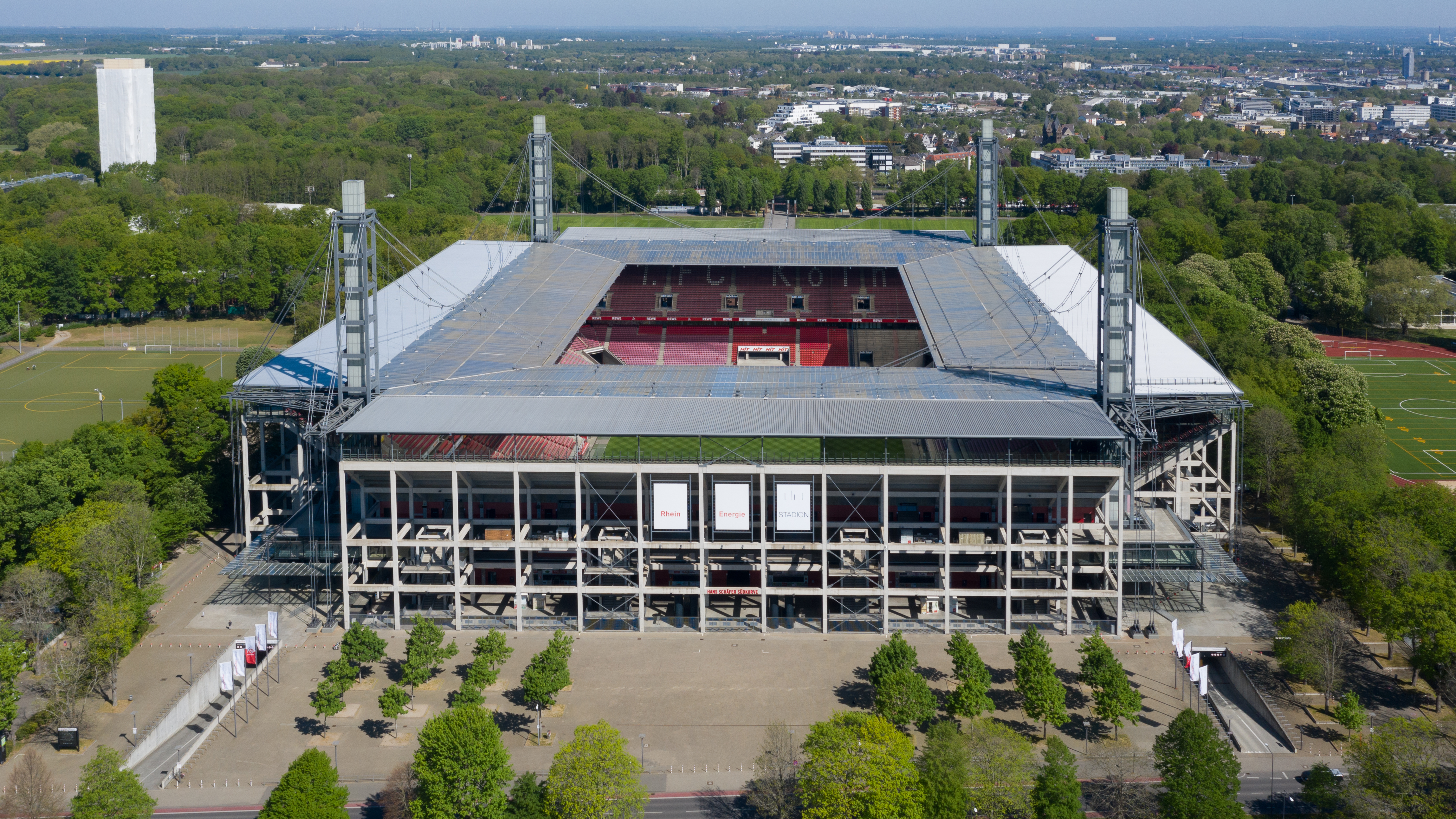
ラインエネルギーシュタディオン
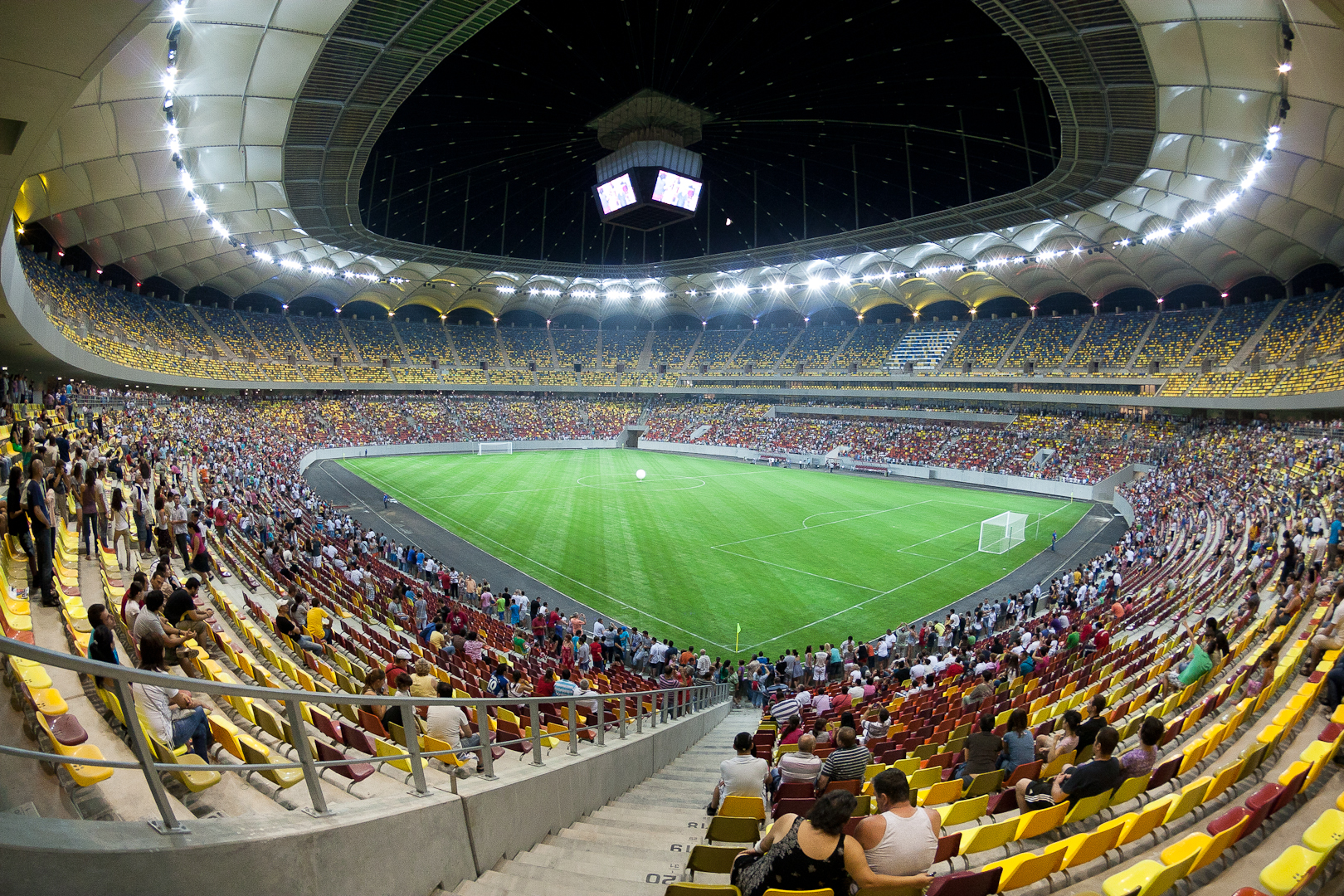
スタディオヌル・ナツィオナル
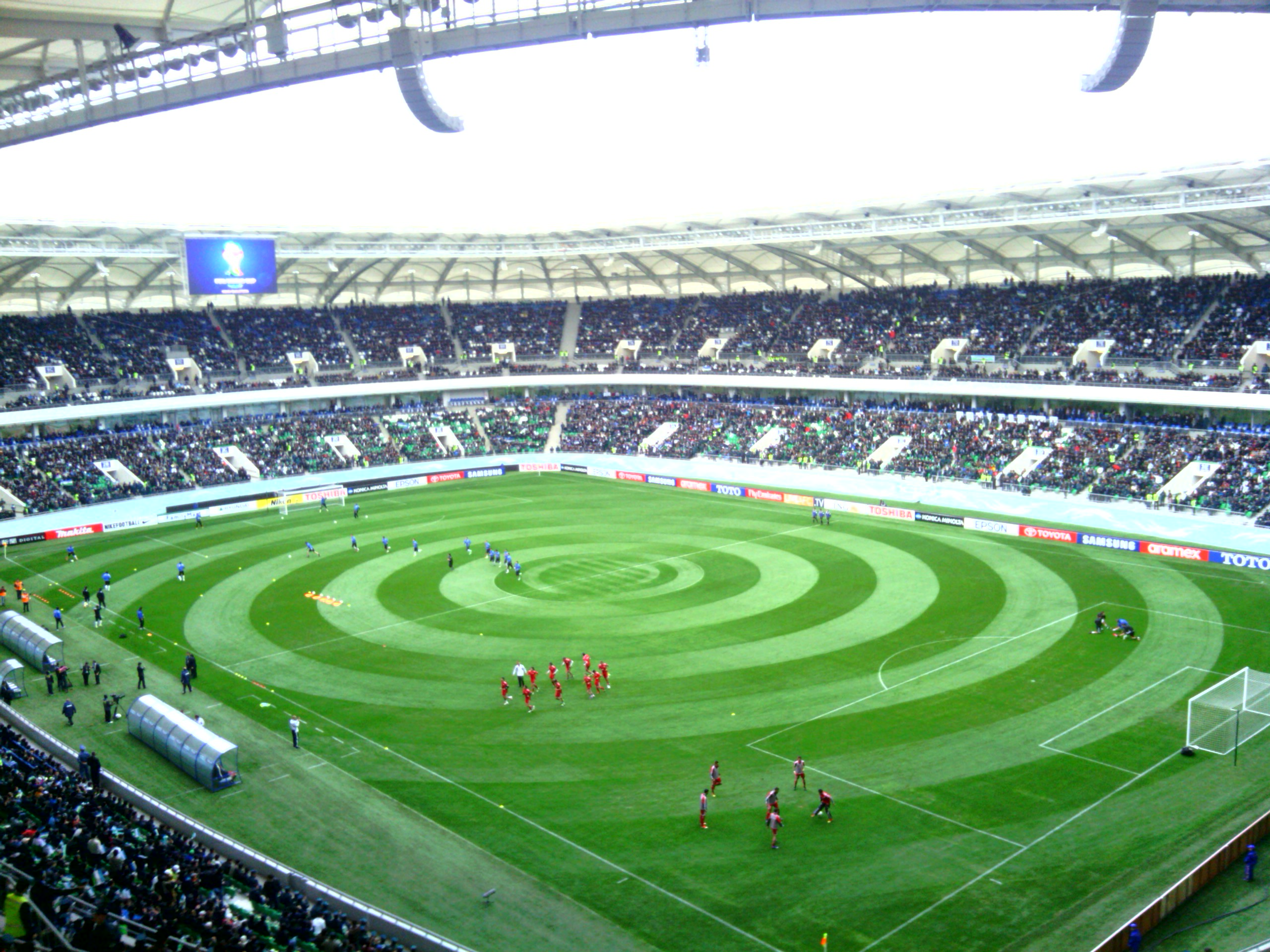
ブニョドコル・スタジアム
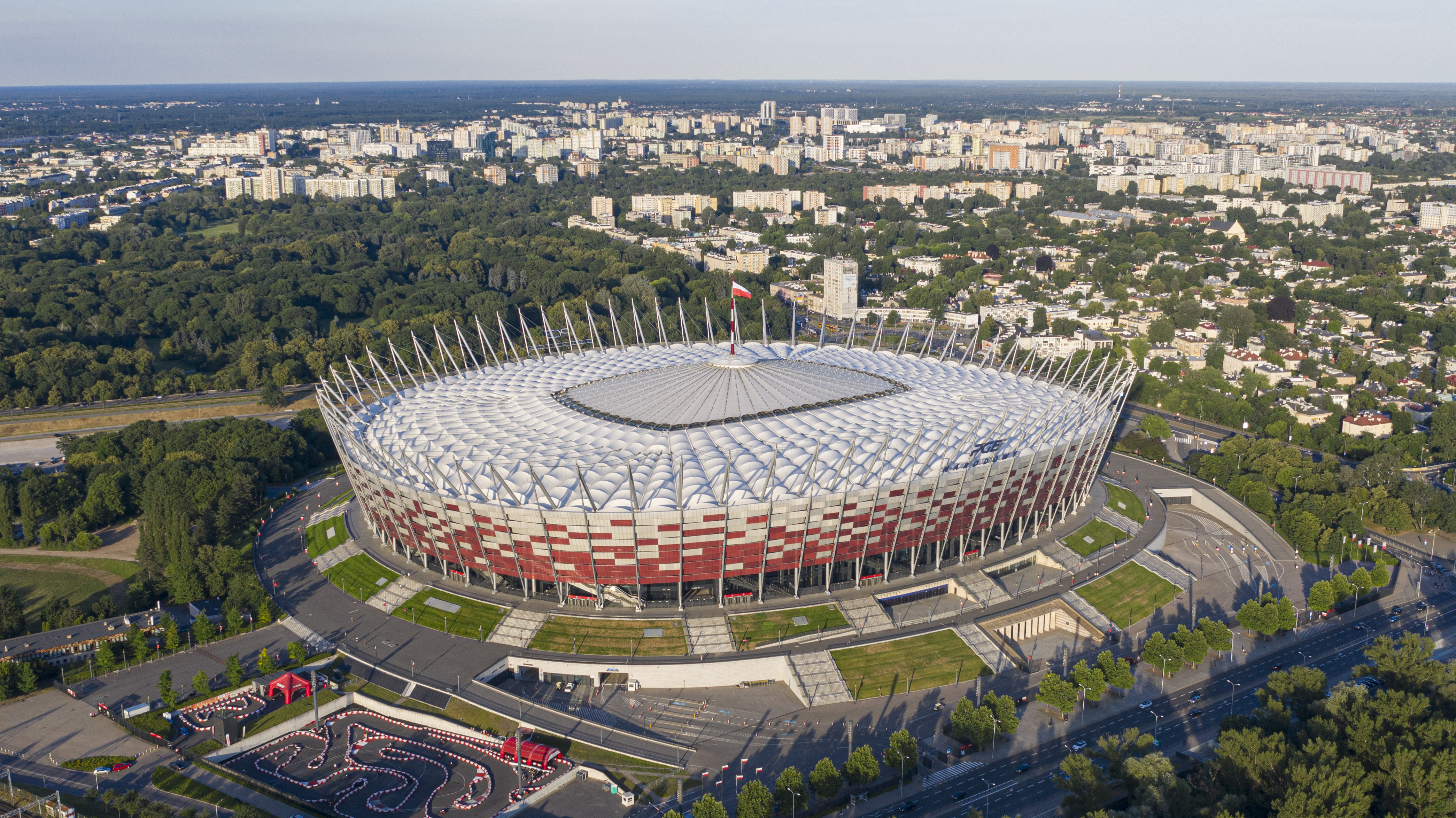
ワルシャワ国立競技場
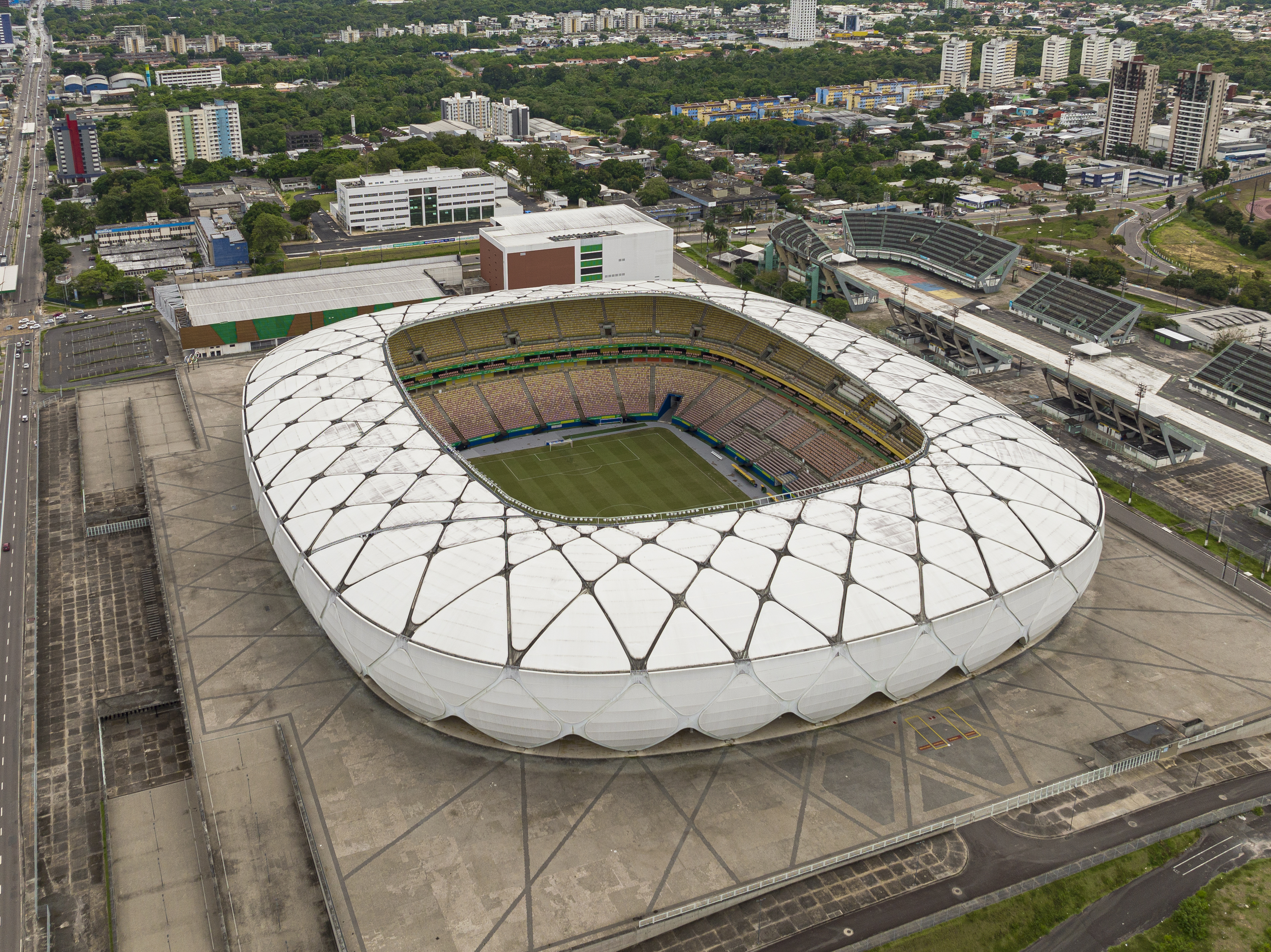
アレーナ・アマゾニア
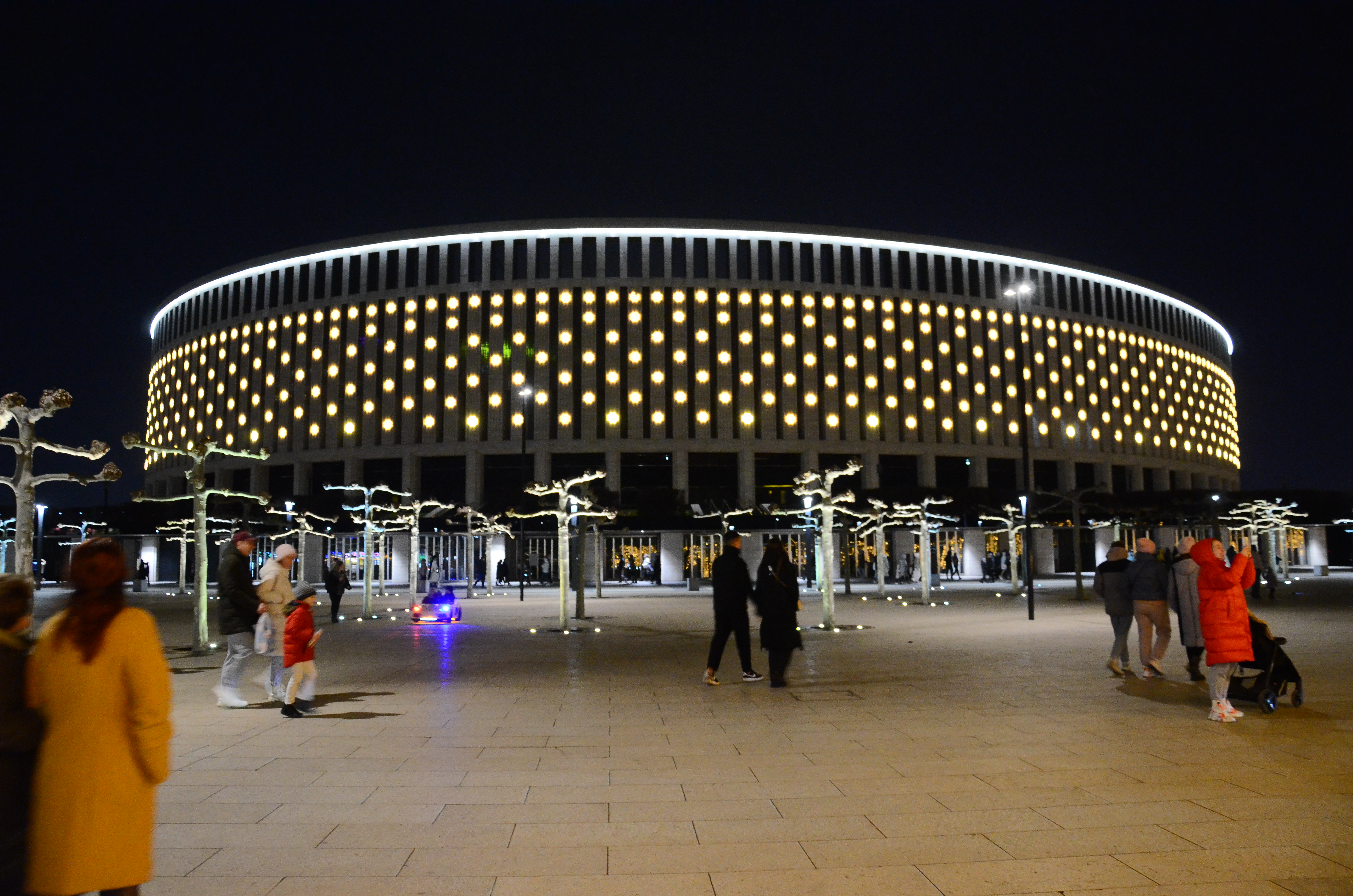
スタディオンFKクラスノダール